# Kelechi Osemele
Kelechi Keith Ayo Osemele (* 24. Juni 1989 in Houston, Texas) ist ein ehemaliger US-amerikanischer American-Football-Spieler auf der Position des Guards. Er spielte zuletzt für die Kansas City Chiefs in der National Football League (NFL) und war zuvor für die New York Jets, die Oakland Raiders und die Baltimore Ravens aktiv, mit denen er den Super Bowl XLVII gewinnen konnte.

## College
Osemele besuchte die Iowa State University und spielte für deren Mannschaft, die Cyclones, zwischen 2008 und 2011 erfolgreich College Football, wobei er insgesamt 49 Spiele bestritt. Für seine konstant guten Leistungen wurde er in diverse Auswahlteams aufgenommen.

## NFL

### Baltimore Ravens

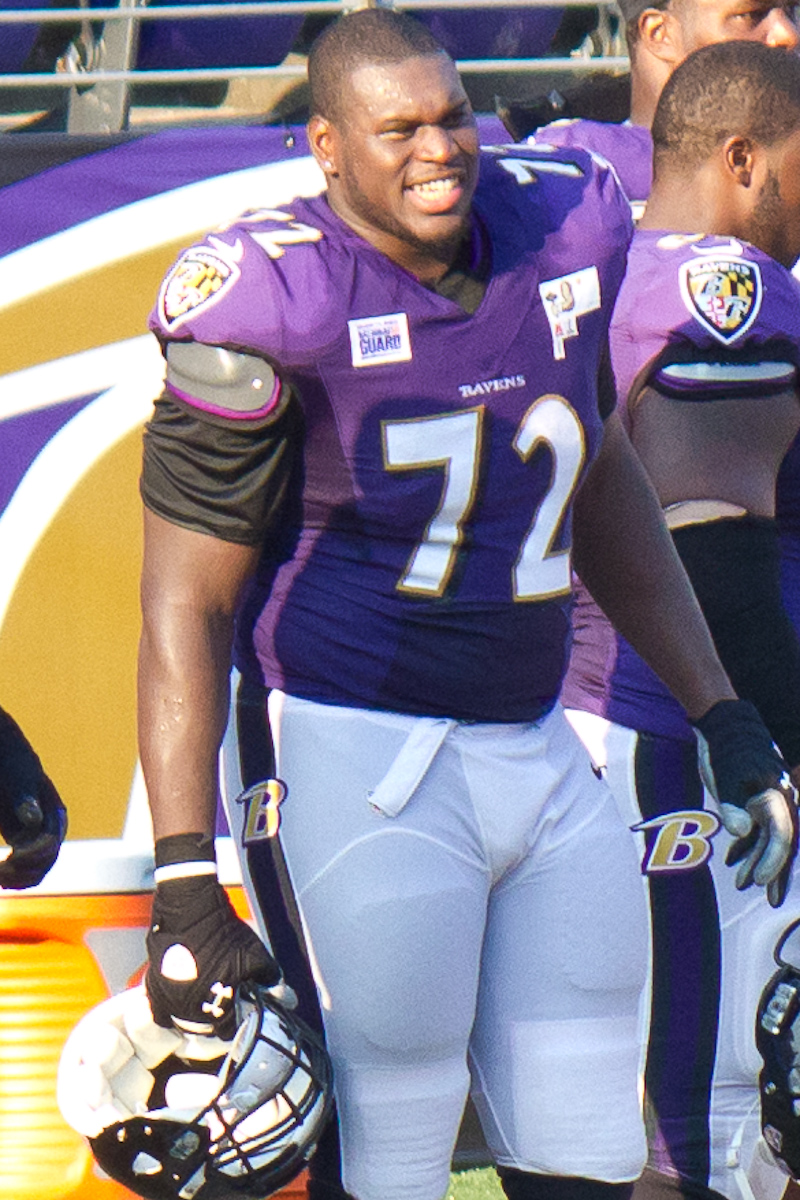
Osemele im Dress der Baltimore Ravens (2013)

Beim NFL Draft 2012 wurde er in der 2. Runde als insgesamt 60. Spieler von den Baltimore Ravens ausgewählt. Er konnte sich sofort etablieren und lief in seinem Rookiejahr in allen Spielen als Starter auf, wobei er unterschiedliche Positionen in der Offensive Line bekleidete. Schließlich konnte er mit seinem Team sogar den Super Bowl XLVII gewinnen. 2013 bestritt er nur sieben Spiele, da er sich einer Rückenoperation unterziehen musste. Auch die beiden folgenden Spielzeiten war er fixer Bestandteil der O-Line der Ravens.

### Oakland Raiders
2016 unterschrieb er bei den Oakland Raiders einen Fünfjahresvertrag über 60 Millionen US-Dollar. Im selben Jahr wurde er erstmals in den Pro Bowl gewählt.

### New York Jets
Im März 2019 wechselte Osemele zu den New York Jets. Die Raiders tauschten ihn und einen Siebtrundenpick gegen einen Fünftrundenpick.
Wegen einer vom Team nicht erlaubten Operation an der Schulter wurde Osemele am 26. Oktober 2019 von den Jets entlassen.

### Kansas City Chiefs
Im Juli 2020 unterschrieb Osemele einen Einjahresvertrag bei den Kansas City Chiefs.